# Chambly (Quebec)
Chambly es una ciudad de la provincia de Quebec, Canadá. Es una de las ciudades que conforman la Comunidad metropolitana de Montreal y se encuentra en el condado regional de La Vallée-du-Richelieu y a su vez, en la región de Montérégie-Est en Montérégie. Hace parte de las circunscripciones electorales de Chambly a nivel provincial y de Chambly−Borduas a nivel federal.

## Geografía
Chambly se encuentra ubicada en las coordenadas 45°26′00″N 73°17′00″O / 45.43333, -73.28333. Según Statistics Canada, tiene una superficie total de 25,11 km² y es una de las 1135 municipalidades en las que está dividido administrativamente el territorio de la provincia de Quebec.

## Demografía
Según el censo de 2011, había 25 571 personas residiendo en esta ciudad con una densidad poblacional de 1018,2 hab./km². Los datos del censo mostraron que de las 22 608 personas censadas en 2006, en 2011 hubo un aumento poblacional de 2963 habitantes (13,1%). El número total de inmuebles particulares resultó de 10 093 con una densidad de 401,95 inmuebles por km². El número total de viviendas particulares que se encontraban ocupadas por residentes habituales fue de 9809.